# Vovchansk
Vovchansk (en ucraniano: Вовчанськ) es una ciudad ucraniana perteneciente al óblast de Járkov. Situada en el este del país, es parte del raión de Chugúyiv y centro del municipio (hromada) homónimo.

## Toponimia
El nombre de la ciudad en otros idiomas de importancia local es Vovchansk (en ruso: Волчанск).

## Geografía
La ciudad de Vovchansk está ubicada en la zona de estepa forestal a orillas del río Vovcha, que después de 6 km desemboca en el río Siverski Donets. La frontera con Rusia está a 5 km y Járkov está a 77 km.

### Clima
El clima en Volchansk es continental templado, generalmente con inviernos suaves y veranos largos, calurosos y, a veces, secos. La amplitud térmica anual puede alcanzar unos 50 °C.
La precipitación total anual es de unos 530 mm. La mayoría de las precipitaciones se producen en junio, julio y octubre. Menos durante los meses de invierno.

## Historia
El asentamiento se estableció en 1674 cuando se proporcionó un territorio del monasterio de Bélgorod a los colonos ucranianos de Ucrania del Dniéper dirigidos por Martyn Starochudny. El asentamiento recibió el nombre de Vovche y se designó como asentamiento de vigilancia.
En abril de 1780 pasó a llamarse oficialmente Vovchansk y se convirtió en un centro administrativo del uyezd de Volchansk en la gobernación de Járkov del Imperio ruso. La Rada Suprema considera el año 1780 como la fecha oficial del establecimiento de la ciudad. Entre 1674 y 1780 ocurrieron muchos cambios y las fronteras del Imperio Ruso se alejaron del asentamiento.
En 1896 a través de la ciudad se instaló un ferrocarril Bélgorod-Dombás. A principios del siglo XX, el condado de Vovchansk ocupó el segundo lugar en la tasa de desarrollo (en particular, infraestructura social y educación) después del condado de Moscú en el Imperio ruso.
En 1918, después de la proclamación de la República Popular de Ucrania, Vovchansk pasó a formar parte de la unidad territorial administrativa de la región de Donetsk (con centro en la ciudad de Slóviansk), también reclamada por la República Soviética de Donets-Krivói Rog (aunque en la primavera de 1918 fue ocupada por tropas alemanas hasta noviembre de 1918). Finalmente fue englobada en la RSS de Ucrania como parte de la URSS. Aquí se publica un periódico local desde febrero de 1918.
Durante la Segunda Guerra Mundial, el 10 de junio de 1942 Vovchansk fue ocupada por unidades de la Wehrmacht y en agosto de 1943 fue recuperada por tropas soviéticas.
La crisis económica que comenzó en 2008 golpeó a la industria local: una fábrica de productos lácteos (que fue construida aquí por la Unión Soviética) dejó de funcionar y en diciembre de 2009 dejó de existir. Hasta el 18 de julio de 2020, Vovchansk fue el centro administrativo del raión de Vovchansk. El raión se abolió en julio de 2020 como parte de la reforma administrativa de Ucrania, que redujo el número de raiones del óblast de Járkov a siete. El área del raión de Vovchansk se fusionó con el raión de Chujúyiv.
Vovchansk fue ocupada por Rusia durante la invasión rusa de Ucrania que comenzó en 2022 y Ucrania la recuperó el 11 de septiembre de 2022 como parte de una gran contraofensiva en la región de Járkov.
Desde el 10 de mayo de 2024 Vovchansk se encuentra bajo asedio del ejército ruso bajo el marco de una ofensiva en el Óblast de Járkov que Rusia lanzó el mismo día.

## Demografía
La evolución de la población de Vovchansk entre 1864 y 2022 fue la siguiente:
| 9263                                                          | 11 020 | 15 481 | 11 211 | 20 836 | 20 435 | 20 592 | 22 210 | 24 375 | 24 350 | 20 695 | 19 852 | 18 906 | 18 617 | 17 459 |
| (Fuente: Cities & Towns of Ukraine y UKRAINE: Größere Städte) |        |        |        |        |        |        |        |        |        |        |        |        |        |        |

La mayoría de la población son ucranianos (80%), pero la ciudad cuenta también con minorías de rusos, armenios y gitanos.

## Economía

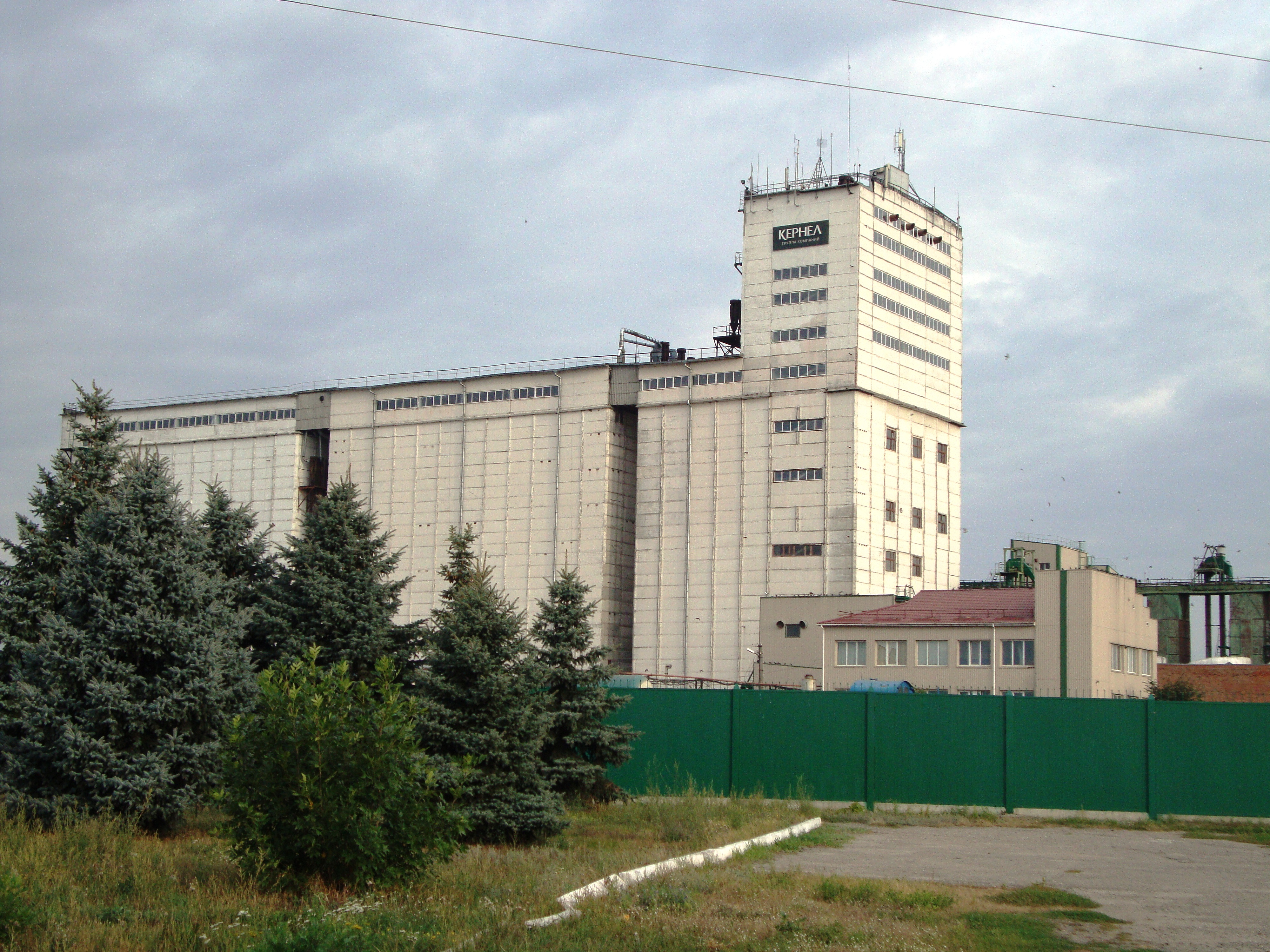
Refinería de aceite de girasol

La agricultura (cultivos de cereales, girasol) se está desarrollando en el raión de Vovchansk. La ciudad es uno de los centros industriales de la región, con empresas en las industrias alimentaria, ligera, agrícola y de ingeniería, siendo la principal la relacionada con el aceite de girasol.

## Infraestructura

### Arquitectura, monumentos y lugares de interés
La ciudad tiene varios monumentos arquitectónicos de principios del siglo XX como monumentos a Vasil Kolokoltsov, víctimas del Holodomor de 1932-1933, soldados que murieron durante la guerra en Afganistán, a los trabajadores durante el accidente en la central nuclear de Chernóbil o a los soldados soviéticos que murió durante las hostilidades de la Segunda Guerra Mundial. También hay un museo de historia local en Vovchansk.

### Transporte
Las carreteras T2104 y T2108, además del ramal ferroviario Bélgorod-Kúpiansk, pasan por la ciudad. Vovchansk cuenta con un sistema de transporte público y hay tres rutas de autobús.

## Personas notables
- Orest Somov (1793-1833): escritor romántico ucraniano en lengua rusa.
- Alexandra Snezhko-Blotskaya (1909-1980): directora de películas animadas soviética, colaboradora de Iván Ivanov-Vano.
- Edward Balcerzan (1937): crítico literario, poeta, escritor y traductor polaco.
- Viktor Boudianski (1984): exfutbolista ruso que desarrolló su carrera principalmente en la serie A.

## Galería

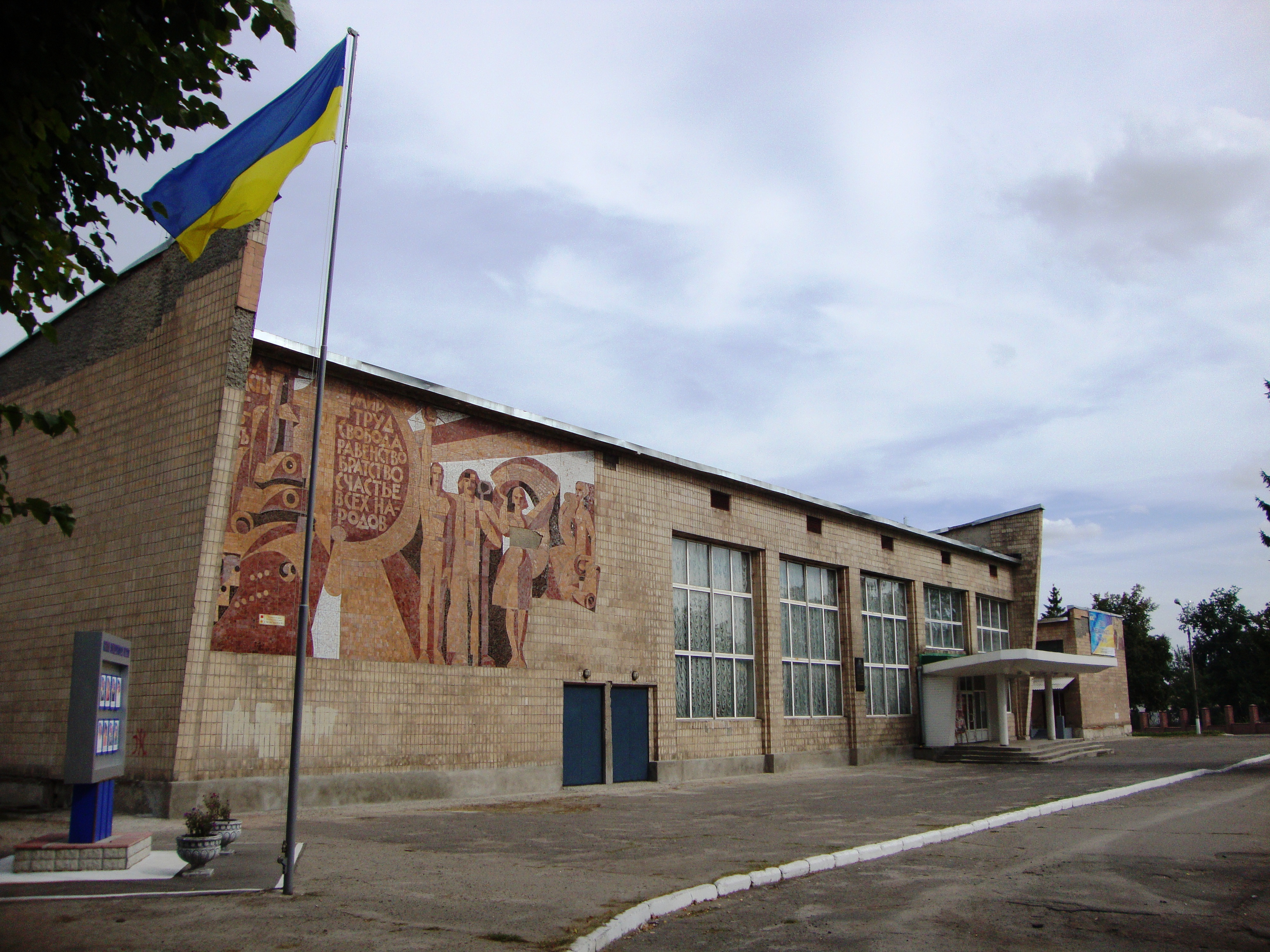
Palacio de la cultura de Vovchansk
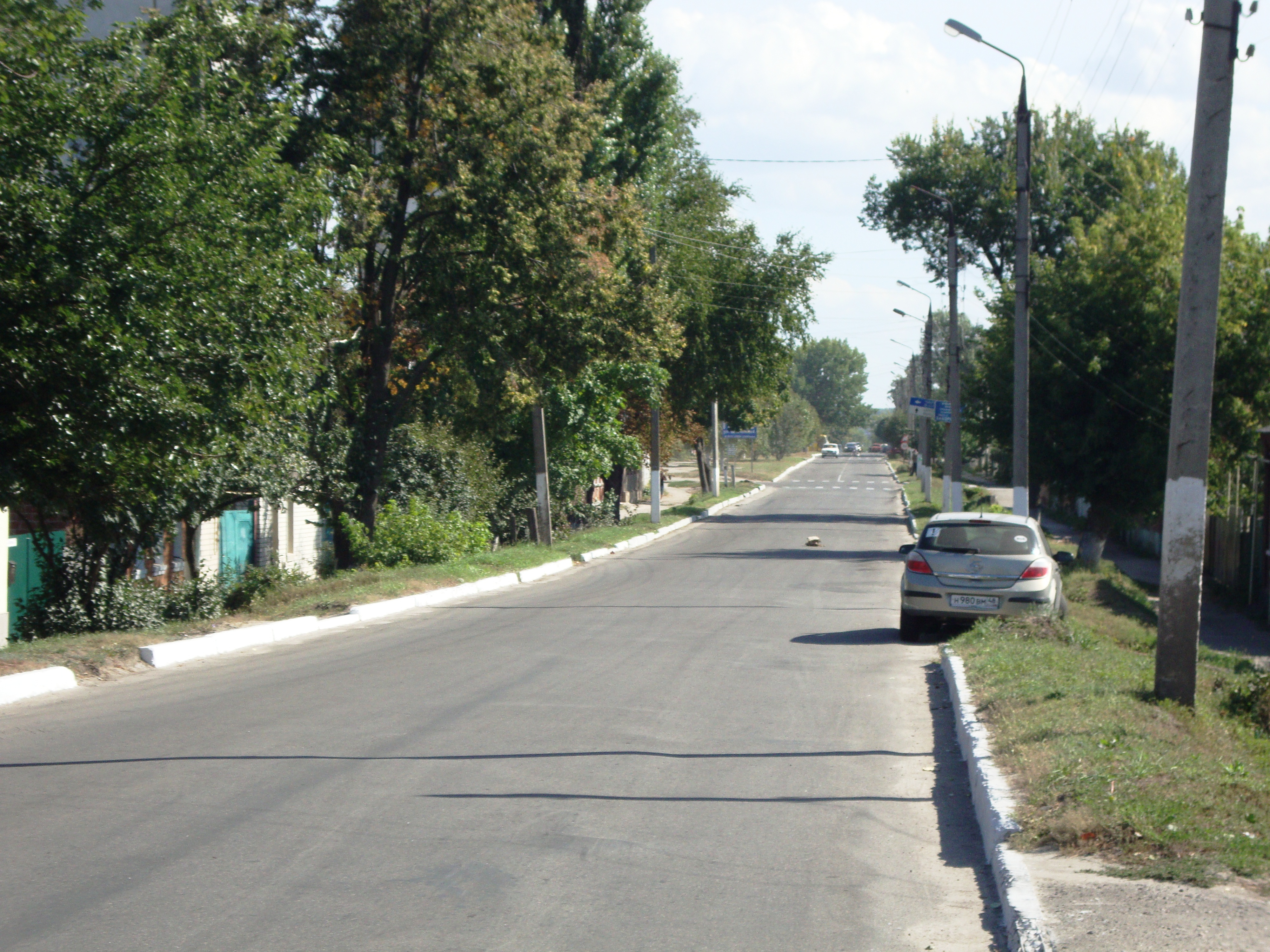
Calle principal de Vovchansk
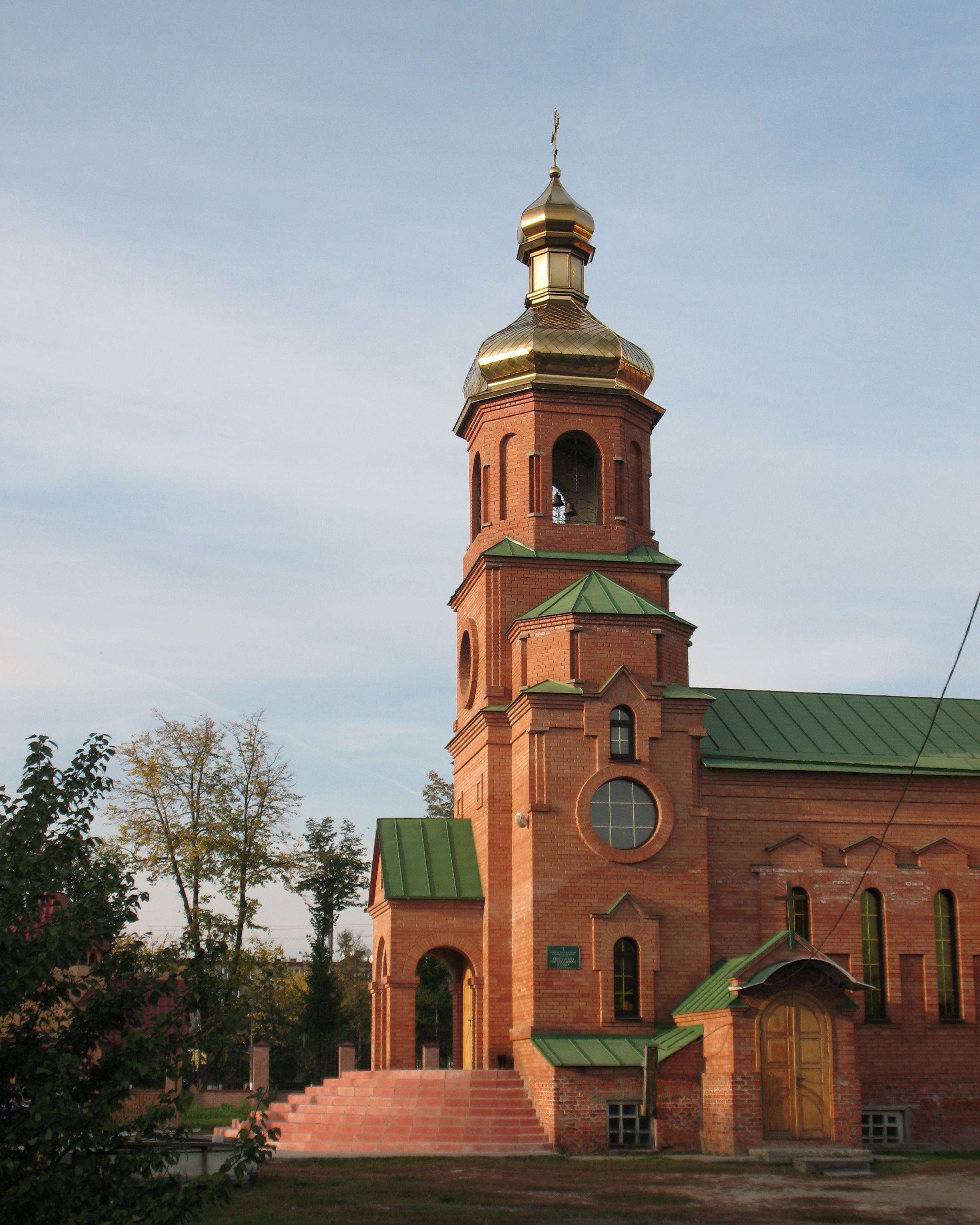
Iglesia de Vovchansk
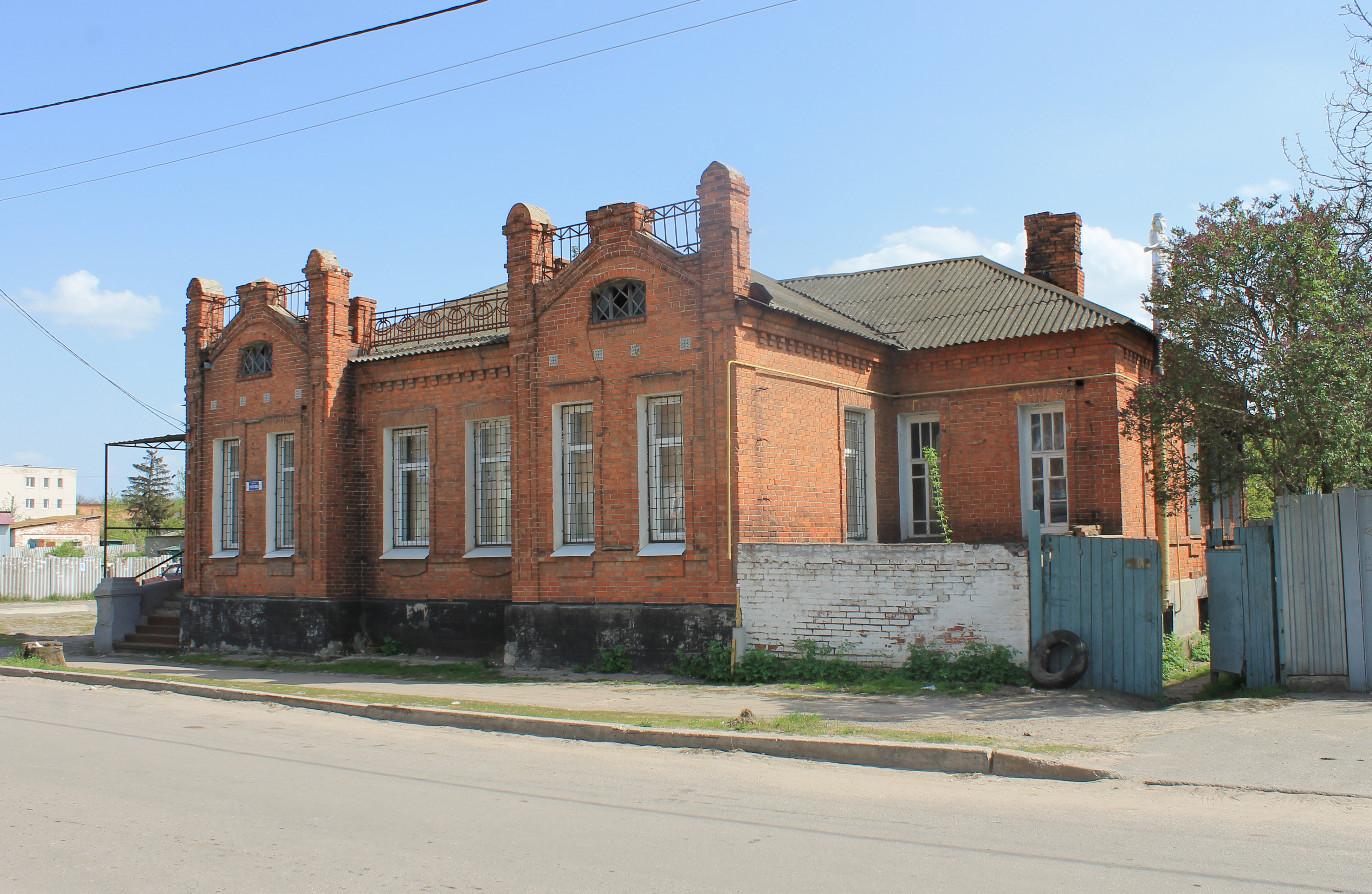
Edificio de Vovchansk
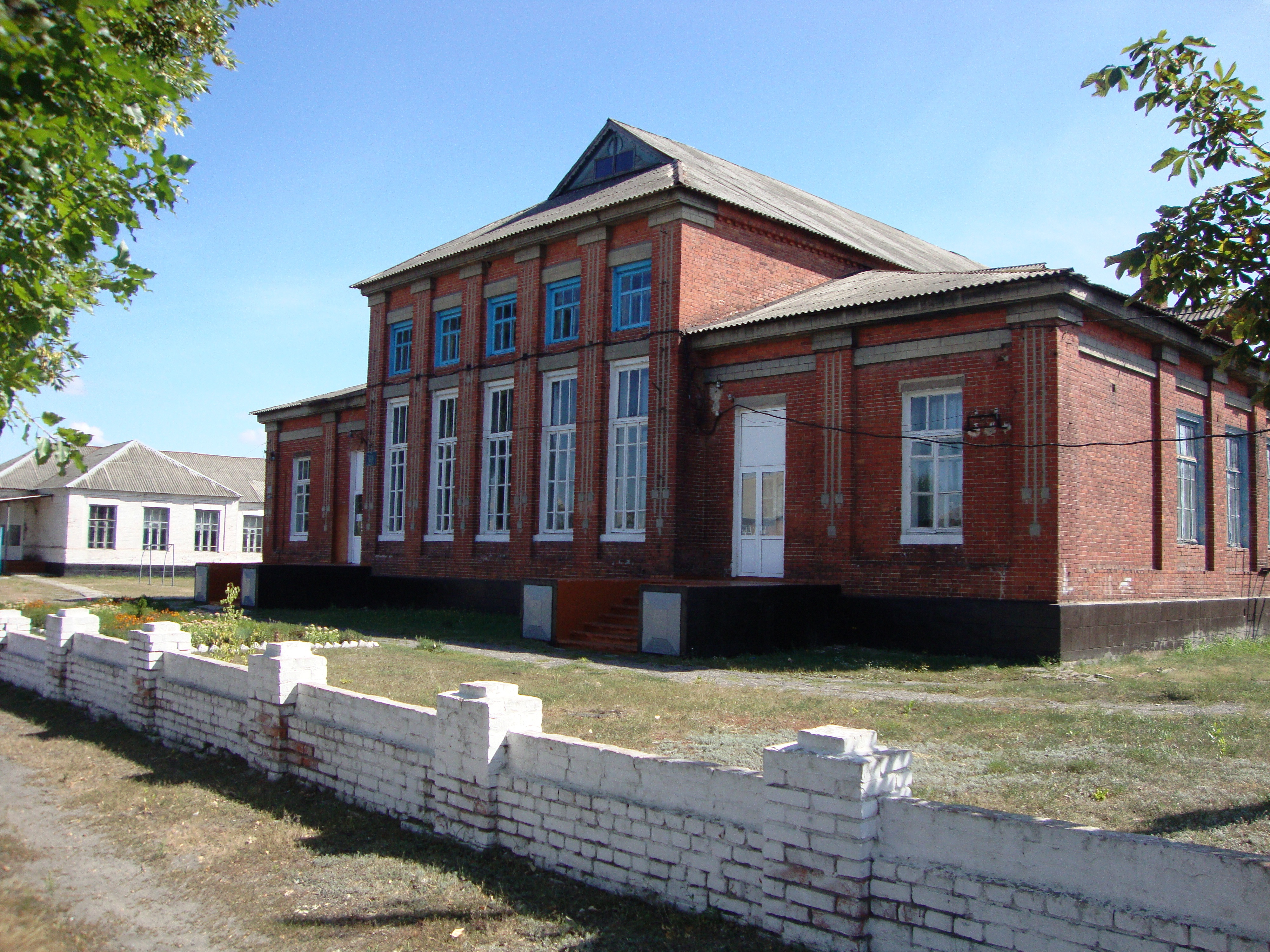
Colegio
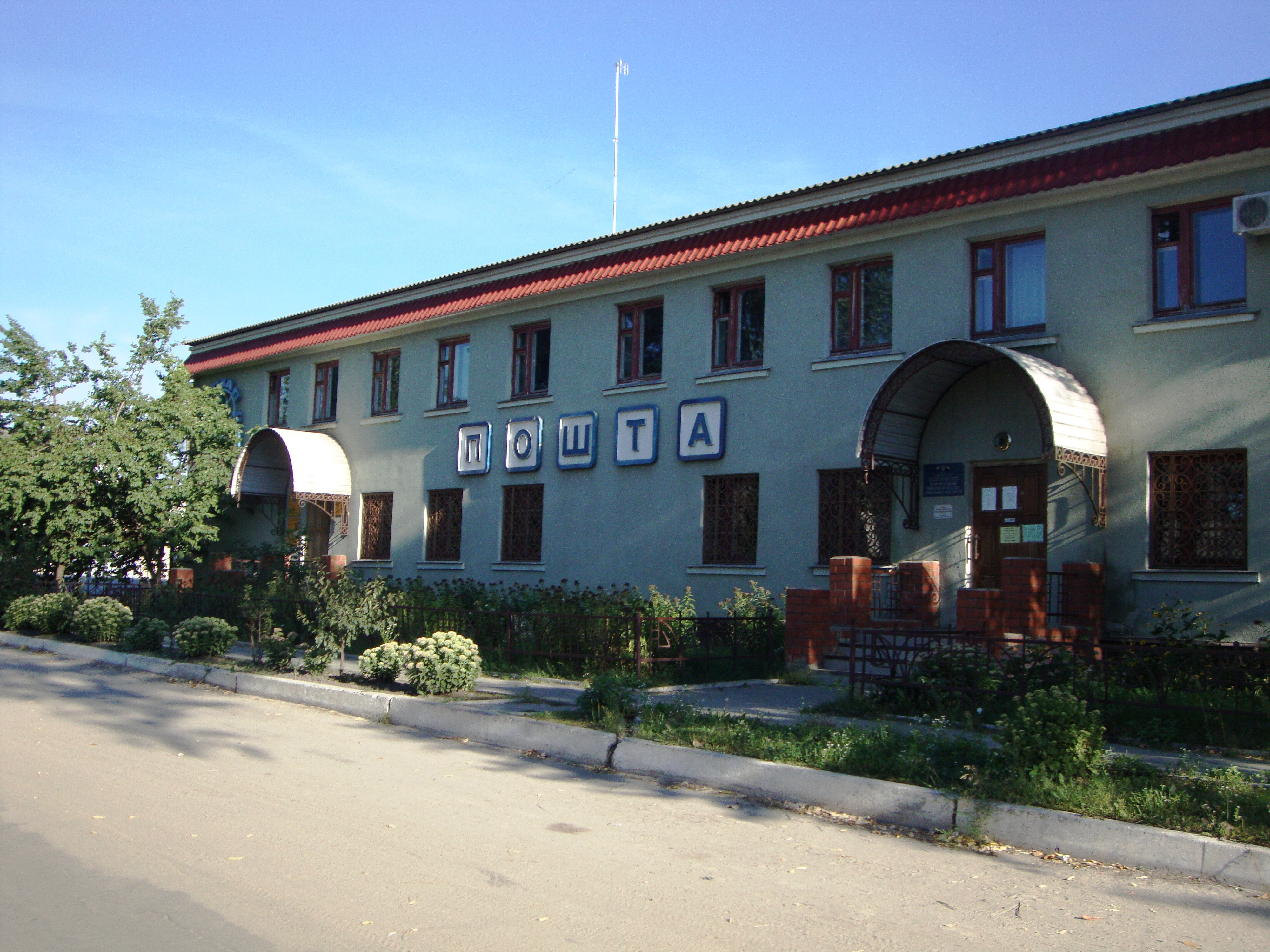
Oficina postal de Vovchansk
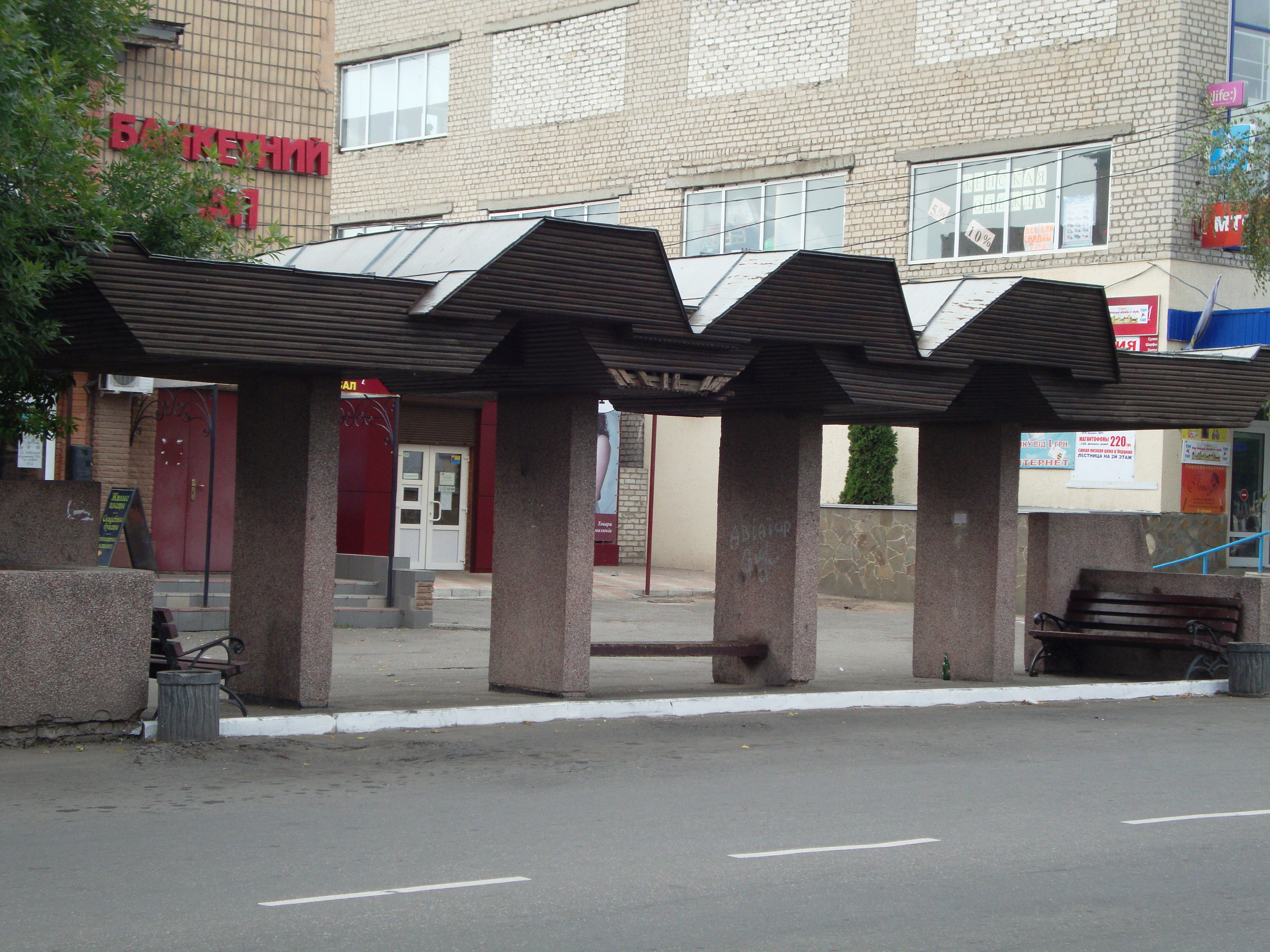
Estación de autobuses
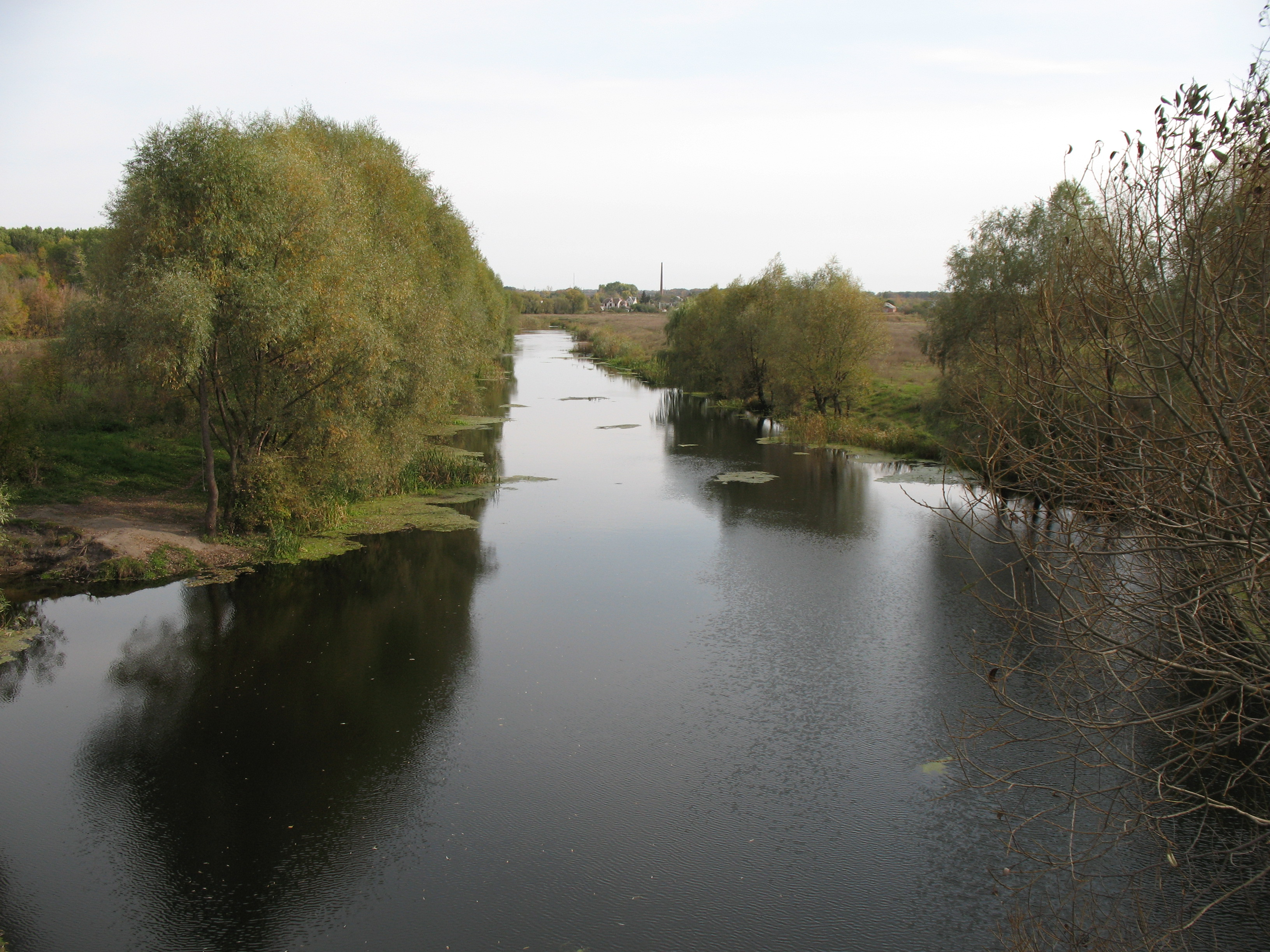
Río Vovcha a su paso por Vovchansk